# Antas (municipi d'Almeria)
Antas és una localitat i municipi a la província d'Almeria, Andalusia. L'any 2006 tenia 3223 habitants. La seva extensió superficial és de 100 km² i té una densitat de 32,2 hab/km². Les seves coordenades geogràfiques són 37° 14′ N, 1° 55′ O. Està situada a una altitud de 108 metres i a 91 kilòmetres de la capital de la província, Almeria. El terme és conegut per albergar els jaciments de l'edat de bronze de El Argar i Lugarico Viejo.
| 1996  | 1998  | 1999  | 2000  | 2001  | 2002  | 2003  | 2004  | 2005  |
| ----- | ----- | ----- | ----- | ----- | ----- | ----- | ----- | ----- |
| 2.659 | 2.666 | 2.677 | 2.729 | 2.844 | 2.925 | 3.026 | 3.101 | 3.223 |